# Dąbrówka-Sowice
Dąbrówka-Sowice [pronunciación en polaco: /dɔmˈbrufka sɔˈvit͡sɛ/] es un pueblo ubicado en el distrito administrativo de Gmina Zgierz, dentro del condado de Zgierz, Voivodato de Łódź, en el centro de Polonia. Se encuentra a unos 6 kilómetros al norte de Zgierz y a 14 kilómetros al norte de la capital regional Łódź.